# Ludovic Fàbregas
Ludovic Fàbregas (Perpinyà, 1 de juliol de 1996) és un jugador d'handbol català que juga com a pivot al FC Barcelona Lassa i la selecció francesa d'handbol.
El seu primer gran campionat amb la selecció va ser el Campionat d'Europa d'handbol masculí de 2016. Va guanyar la medalla d'or en el Campionat Mundial d'Handbol Masculí Júnior de 2015, la plata en els Jocs Olímpics de Rio de Janeiro 2016, ja amb la selecció absoluta, i la medalla d'or en el Campionat del món d'handbol masculí de 2017.
En els Jocs Olímpics de Tòquio 2020, celebrats en 2021 per la pandèmia de COVID-19, també hi participa en la mateixa modalitat.
Nascut a Perpinyà, Fàbregas va créixer a Banyuls de la Marenda, a la Catalunya del Nord, i és net d'empordanesos exiliats.